# Tamatoa Wagemann
Tamatoa Wagemann (ur. 18 marca 1980 w Papeete) – tahitański piłkarz występujący na pozycji obrońcy.
Wraz z AS Dragon dwukrotnie zdobył mistrzostwo Tahiti (2013, 2017).
W reprezentacji Tahiti zadebiutował 1 czerwca 2012 w wygranym 10:1 meczu fazy grupowej Pucharu Narodów Oceanii z Samoa. Na tamtym turnieju, wygranym przez Tahiti, zagrał jeszcze w spotkaniach z Nową Kaledonią (4:3) i Vanuatu (4:1). W 2013 został powołany do kadry na Puchar Konfederacji, jednak nie wystąpił na nim w żadnym meczu.